# The Italian
The Italian è un film muto del 1915 diretto da (non accreditato) Reginald Barker.
Il film offre una sguardo compassionevole alle difficoltà della vita di una povera famiglia di immigrati italiani. Anche il riferimento all'inclinazione alla violenza e alla vendetta, che erano associate alla natura passionale italiana, si risolve poi con il prevalere del sentimento del perdono.

## Trama
Il gondoliere veneziano Pietro Beppo Donetti è innamorato di Annette Ancello ma il padre di lei, Trudo, la vorrebbe far sposare a un ricco commerciante. Trudo concede a Beppo un anno di tempo per fare fortuna. Il gondoliere lascia l'Italia ed emigra a New York dove trova lavoro come lustrascarpe. Può così sposarsi con Annette che lo raggiunge. I due hanno un figlio che però si ammala. Il medico gli prescrive del latte pastorizzato che costa troppo per le magre finanze della coppia. Beppo viene derubato dei soldi duramente risparmiati che gli dovevano servire a comperare il costoso latte e viene arrestato per la lotta che ingaggia con i ladri. Chiede allora aiuto al suo principale, Corrigan ma questo rifiuta di aiutarlo. Deve, così, restare in carcere per cinque giorni mentre il bambino, a casa, muore. Dopo aver giurato vendetta, Beppo scopre che il figlio di Corrigan sta male e che un qualunque rumore potrebbe ucciderlo. Mentre sta per attuare la sua vendetta, vede il bambino compiere lo stesso gesto che faceva sempre suo figlio e si commuove. Sopraffatto dal rimorso, Beppo va al cimitero a piangere sulla tomba del suo bambino.

## Produzione
Il film fu prodotto dalla New York Motion Picture con il titolo di lavorazione The Dago. Venne girato a Venice, in California.

## Distribuzione
Distribuito dalla Paramount Pictures, il film uscì nelle sale cinematografiche statunitensi nel gennaio 1915.
Nel 1987, una copia della pellicola è stata trovata in un vecchio fienile di Temperenace, nel Michigan. È stata restaurata dalla Library of Congress nei laboratori della Wright-Patterson Air Force Base nei pressi di  Dayton, Ohio. Le copie esistenti del film si trovano negli archivi della Library of Congress, alla EmGee Film Library e in collezioni private.